# لويس أرانجورن
لويس أرانجورن (بالإسبانية: Luis Aranguren)‏ (مواليد 3 أكتوبر 1930) هو ملاكم فنزويلي، مثّل بلاده في الألعاب الأولمبية الصيفية 1952.

## روابط خارجية
لويس أرانجورن على موقع أوليمبيديا (الإنجليزية)